# Priekopa
Priekopa je naseljeno mjesto u okrugu Sobrance u Košickom kraju u Slovačkoj.

## Stanovništvo
| Godina:     | 1993. | 2003.    | 2013.   | 2023.   |
| ----------- | ----- | -------- | ------- | ------- |
| Broj ljudi: | 259   | 302      | 298     | 277     |
| Razlika:    |       | +16,60 % | -1,32 % | -7,04 % |

| Godina:     | 2022. | 2023. |
| ----------- | ----- | ----- |
| Broj ljudi: | 277   | 277   |
| Razlika:    |       | +0 %  |

Prema podatcima o broju stanovnika iz 2023. godine naselje je imalo 277 stanovnika.

## Vanjske poveznice
|  | Zajednički poslužitelj ima još gradiva o temi Priekopa |

- Službena stranica naselja (sl.)